# Almudena Fernández

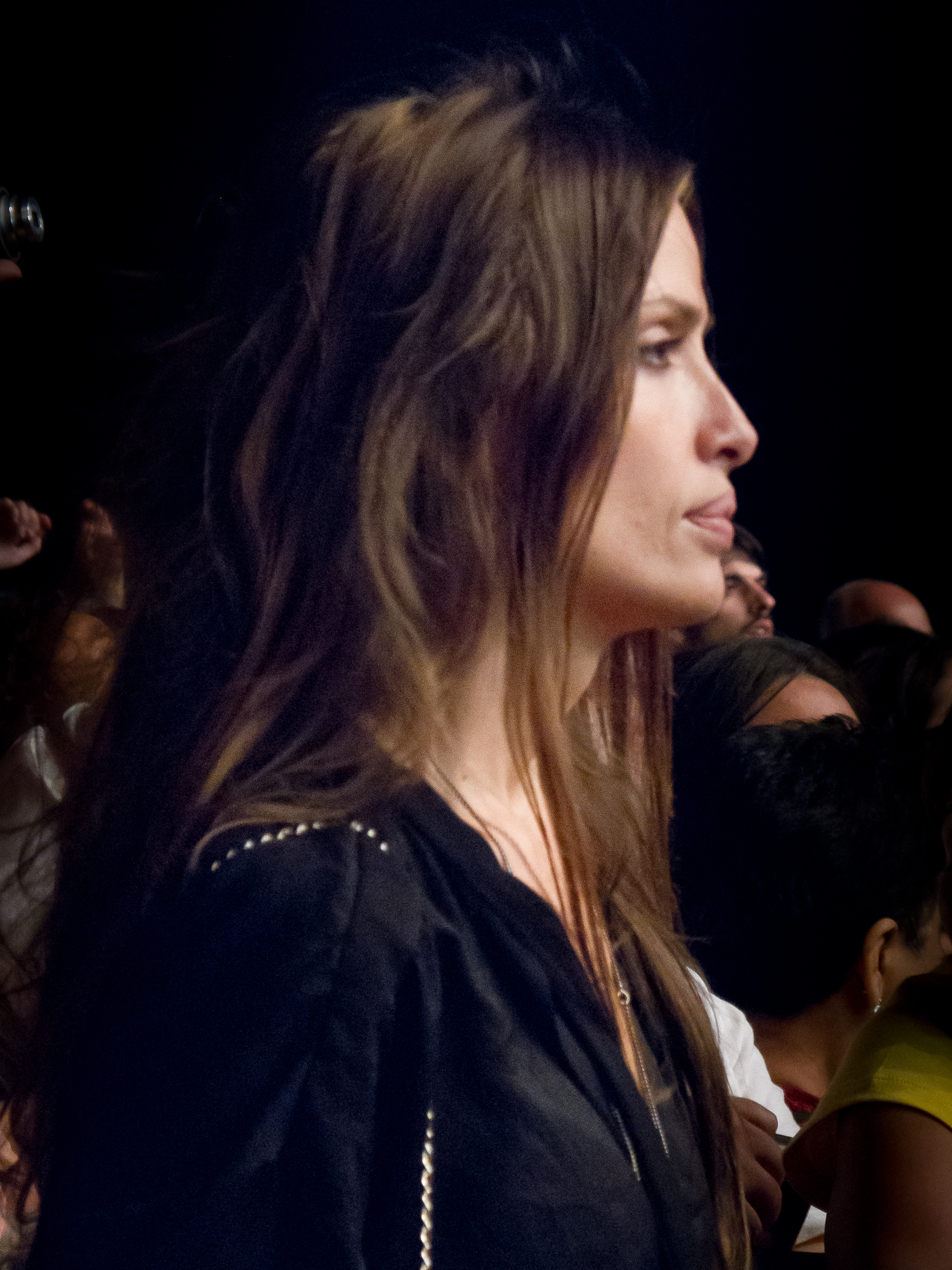
Almudena Fernández

Almudena Fernández (Benavente, 1 de janeiro de 1977) é uma modelo espanhola.